# Sven Olov Lindholm
Sven Olov Lindholm (* 8. Februar 1903; † 26. April 1998) war ein faschistischer schwedischer Politiker, der von den 1920er bis zu den 1950er Jahren in verschiedenen rechtsextremen schwedischen Organisationen aktiv war. Seine größte Bekanntheit erlangte er als Gründer und „Führer“ der Nationalsozialistischen Arbeiterpartei (Nationalsocialistiska Arbetarepartiet).